# میانه‌سو
میانه‌سو از ییلاقهای بخش خورگام است و در ارتفاع ۲۵۰۰ متری از سطح دریا قراردارد. مهاجرین دائمی این ییلاق از روستاهای ماشمیان وسرمل هستند. زبان این مردمان کرمانجی می باشد.

## راههای دست رسی
1. جاده رستم آباد .چهارمحل . بربن .میانه سو
2. لوشان. معدن. بربن .میانه سو
3. جیرنده . داماش . میانه سو

## منطقه های گردشگری میانه سو
1. تپه میلان
2. لوطیسرا
3. نفت چال
4. لاربار
5. سایت پروازی
6. تک سل
7. دشت شقایق

## چشمه آب
1. چشمه لابار(چشمه اصلی)
2. کورچشمه
3. چشمه خاک سفید
4. چشمه لوپعت